# Kot pri Rakitnici
Kot pri Rakitnici este o localitate din comuna Ribnica, Slovenia, cu o populație de 5 locuitori.